# Eleições presidenciais do Brasil em Santa Catarina
A seguir está uma tabela das eleições presidenciais do Brasil em Santa Catarina, ordenadas por ano. Desde as eleições de 1945.
Está situada no centro da região Sul do país. Possui como limites: ao norte, com o Paraná, ao sul, com o Rio Grande do Sul. A leste, com o Oceano Atlântico e a oeste, com a província argentina de Misiones. Compreende uma superfície de 95 736,165 km². Com uma população de 6,2 milhões de habitantes, é o décimo estado mais populoso do Brasil. Sua capital é Florianópolis, segunda cidade mais populosa do estado, após Joinville. Além do Espírito Santo, Santa Catarina constitui um dos dois estados cuja capital não é o município com maior número de habitantes.
Os vencedores do estado estão em negrito. 

## Partidos com mais vitórias
| Partido | Vitórias | Eleições                      |
| ------- | -------- | ----------------------------- |
| PSDB    | 5        | 1994, 1998, 2006, 2010 e 2014 |
| PSD     | 2        | 1945 e 1955                   |
| PTB     | 1        | 1950                          |
| PTN     | 1        | 1960                          |
| PRN     | 1        | 1989                          |
| PT      | 1        | 2002                          |
| PSL     | 1        | 2018                          |
| PL      | 1        | 2022                          |

## Eleições de 1945 até hoje
|  | Mesmo vencedor nacional        |
|  | Vencedor diferente do nacional |

### Nova República (1985–presente)
| Ano  | Turno | Vencedor          | Part. | Votos     | %     | Segundo lugar   | Part. | Votos     | %     | Terceiro lugar    | Part. | Votos   | %     | Ref    |
| ---- | ----- | ----------------- | ----- | --------- | ----- | --------------- | ----- | --------- | ----- | ----------------- | ----- | ------- | ----- | ------ |
| 2022 | 1.º   | Lula da Silva     | PT    | 1.279.216 | 29,54 | Jair Bolsonaro  | PL    | 2.694.406 | 62,21 | Simone Tebet      | MDB   | 191 310 | 4,42  | [ 2 ]  |
| 2022 | 2.º   | Lula da Silva     | PT    | 1 351 918 | 30,73 | Jair Bolsonaro  | PL    | 3 047 630 | 69,27 | -                 | -     | -       | -     | [ 2 ]  |
| 2018 | 1.º   | Jair Bolsonaro    | PSL   | 2 603 665 | 65,82 | Fernando Haddad | PT    | 598 578   | 15,13 | Ciro Gomes        | PDT   | 264 312 | 6,68  | [ 3 ]  |
| 2018 | 2.º   | Jair Bolsonaro    | PSL   | 2 966 242 | 75,92 | Fernando Haddad | PT    | 940 724   | 24,08 | -                 | -     | -       | -     | [ 3 ]  |
| 2014 | 1.º   | Dilma Rousseff    | PT    | 1 140 432 | 30,76 | Aécio Neves     | PSDB  | 1 961 224 | 52,89 | Marina Silva      | PSB   | 475 599 | 12,83 | [ 4 ]  |
| 2014 | 2.º   | Dilma Rousseff    | PT    | 1 353 808 | 35,41 | Aécio Neves     | PSDB  | 2 469 079 | 64,59 | -                 | -     | -       | -     | [ 4 ]  |
| 2010 | 1.º   | Dilma Rousseff    | PT    | 1 402 566 | 38,71 | José Serra      | PSDB  | 1 658 161 | 45,77 | Marina Silva      | PV    | 507 017 | 13,99 | [ 5 ]  |
| 2010 | 2.º   | Dilma Rousseff    | PT    | 1 556 226 | 43,39 | José Serra      | PSDB  | 2 030 135 | 56,61 | -                 | -     | -       | -     | [ 5 ]  |
| 2006 | 1.º   | Lula da Silva     | PT    | 1 108 851 | 33,22 | Geraldo Alckmin | PSDB  | 1 889 277 | 56,61 | Heloísa Helena    | PSOL  | 220 431 | 6,60  | [ 6 ]  |
| 2006 | 2.º   | Lula da Silva     | PT    | 1 481 344 | 45,47 | Geraldo Alckmin | PSDB  | 1 776 776 | 54,53 | -                 | -     | -       | -     | [ 6 ]  |
| 2002 | 1.º   | Lula da Silva     | PT    | 1 719 739 | 56,59 | José Serra      | PSDB  | 707 239   | 23,27 | Anthony Garotinho | PSB   | 373 683 | 12,29 | [ 7 ]  |
| 2002 | 2.º   | Lula da Silva     | PT    | 1 914 684 | 64,14 | José Serra      | PSDB  | 1 070 502 | 35,86 | -                 | -     | -       | -     | [ 7 ]  |
| 1998 | 1.º   | Fernando Henrique | PSDB  | 1 255 253 | 49,42 | Lula da Silva   | PT    | 929.698   | 36,60 | Ciro Gomes        | PPS   | 252.659 | 9,94  | [ 8 ]  |
| 1994 | 1.º   | Fernando Henrique | PSDB  | 789 001   | 33,20 | Lula da Silva   | PT    | 630.999   | 26,55 | Enéas Carneiro    | PRONA | 162.721 | 6,85  | [ 9 ]  |
| 1989 | 1.º   | Fernando Collor   | PRN   | 566 990   | 23,52 | Lula da Silva   | PT    | 255 015   | 10,58 | Leonel Brizola    | PDT   | 632 170 | 26,22 | [ 10 ] |
| 1989 | 2.º   | Fernando Collor   | PRN   | 1 167 689 | 50,32 | Lula da Silva   | PT    | 1 152 720 | 49,68 | -                 | -     | -       | -     | [ 10 ] |

### República Populista (1945–1964)
| Ano  | Turno | Vencedor             | Part. | Votos   | %    | Segundo lugar | Part. | Votos   | %    | Terceiro lugar    | Part | Votos  | %    | Ref.   |
| ---- | ----- | -------------------- | ----- | ------- | ---- | ------------- | ----- | ------- | ---- | ----------------- | ---- | ------ | ---- | ------ |
| 1960 | único | Jânio Quadros        | PTN   | 226.370 | 46,2 | Teixeira Lott | PSD   | 221.813 | 45,3 | Ademar de Barros  | PSP  | 41.706 | 8,5  | [ 11 ] |
| 1955 | único | Juscelino Kubitschek | PSD   | 132.739 | 39,2 | Juarez Távora | UDN   | 89.187  | 26,3 | Ademar de Barros  | PSP  | 57.561 | 17,0 | [ 12 ] |
| 1950 | único | Getúlio Vargas       | PTB   | 110.398 | 40,7 | Eduardo Gomes | UDN   | 101.386 | 37,4 | Cristiano Machado | PSD  | 59.501 | 21,9 | [ 13 ] |
| 1945 | único | Eurico Dutra         | PSD   | 136.399 | 65,6 | Eduardo Gomes | UDN   | 69.676  | 33,5 | Iedo Fiúza        | PCB  | 1.802  | 0,9  | [ 14 ] |